# Epactosaris longipalpella
Epactosaris longipalpella är en fjärilsart som beskrevs av Hans Rebel 1907. Epactosaris longipalpella ingår i släktet Epactosaris och familjen spinnmalar. Inga underarter finns listade i Catalogue of Life.